# Jeffrey Adler
Jeffrey Adler (Montreal, 20 de mayo de 1994) es un atleta de CrossFit canadiense. Fue campeón de los CrossFit Games en 2023.

## Carrera deportiva
Adler comenzó a practicar CrossFit en 2015, y no había practicado previamente ningún deporte a nivel competitivo. Su primera participación en los CrossFit Games fue en 2019. En la edición de 2020 fue finalista, finalizando en quinta posición. Finalizó en tercera posición en el Rogue Invitational en 2021 y 2022, y nuevamente quinto en los CrossFit Games 2022.
En 2023, se proclamó campeón de los CrossFit Games, convirtiéndose en el primer no estadounidense en lograrlo desde 2009. Ese mismo año también acabó primero en los CrossFit Open.

## Vida personal
Adler está comprometido con su compañera de entrenamiento y entrenadora Caroline Lambray, con la que abrió un box de CrossFit, llamado CrossFit Wonderland, en Montreal.

## Palmarés internacional
| CrossFit Games | CrossFit Games           | CrossFit Games | CrossFit Games |
| Año            | Lugar                    | Medalla        | Categoría      |
| -------------- | ------------------------ | -------------- | -------------- |
| 2023           | Madison (Estados Unidos) | Medalla de oro | Individual     |